# Amalgamated Press
Amalgamated Press est un ancien groupe de presse britannique fondé en 1901 par le journaliste et entrepreneur Alfred Harmsworth pour réunir l'ensemble de ses publications. Il a été à un moment le plus important groupe de presse au monde, publiant plus de 70 magazines édités dans trois grandes imprimeries dans le Sud de Londres. En 1959, il a été racheté par le Mirror Group (aujourd'hui Reach plc), qui l'a renommé Fleetway Publications.